# Bến Tre (thành phố)
Bến Tre là thành phố tỉnh lỵ cũ của tỉnh Bến Tre cũ, Việt Nam.

## Địa lý

### Vị trí địa lý
Thành phố Bến Tre có tọa độ địa lý từ 10°12'00 đến 10°17'00 vĩ độ bắc và 106°19'01 đến 106°27'01 kinh độ đông, cách Thành phố Hồ Chí Minh khoảng 87 km theo tuyến Quốc lộ 1 - Quốc lộ 60 và cách Thành phố Cần Thơ khoảng 121 km theo tuyến Quốc lộ 60 - Quốc lộ 57, có vị trí địa lý:
- Phía đông giáp huyện Giồng Trôm
- Phía tây và phía bắc giáp huyện Châu Thành
- Phía nam giáp huyện Mỏ Cày Bắc với ranh giới tự nhiên là sông Hàm Luông.

### Địa hình
Thành phố Bến Tre có địa hình tương đối bằng phẳng với hệ thống kênh rạch chằng chịt có khuynh hướng thấp dần từ hướng Tây Bắc xuống Đông Nam; cao độ trung bình so với mực nước biển từ 0,7 – 1,6m và là vùng đất nổi phù sa trên nền đất thấp được bao bọc bởi sông Hàm Luông về phía Tây, sông Bến Tre về phía Nam, kênh Chẹt Sậy về phía Đông; được chia làm 3 vùng địa hình khác nhau, các xã vùng thấp tập trung ở các khu vực như: Phường 7 và các xã: Bình Phú, Mỹ Thạnh An, Nhơn Thạnh, Phú Hưng,... thường xuyên bị nước ngập khi thuỷ triều lên xuống, đất đai vùng trung bình thuộc khu vực ngoại ô thành phố Bến Tre có độ cao từ 0,97 – 1,30m so với mực nước biển.
Các khu vực vùng cao thuộc phường An Hội, dọc theo các trục lộ giao thông lớn và một số nơi đất giồng thuộc xã Phú Hưng có cao độ trung bình từ 1,30 – 1,60m so với mặt nước biển.

### Khí hậu
Thành phố Bến Tre chịu ảnh hưởng chung của tỉnh Bến Tre, mang đặc trưng của khí hậu nhiệt đới gió mùa quanh năm nóng ẩm và chịu ảnh hưởng của Biển Đông. Khí hậu chia thành 2 mùa rõ rệt là mùa mưa và mùa khô (nắng):
- Mùa mưa từ tháng 5 đến tháng 11 chịu ảnh hưởng của gió mùa Tây Nam.
- Mùa khô (nắng) từ tháng 12 đến tháng 4 năm sau chịu ảnh hưởng của gió mùa Đông Bắc.

Theo Niên giám Thống kê năm 2020 của tỉnh Bến Tre, các số liệu về khí hậu như sau:
- Nhiệt độ bình quân là 27,9 °C cao hơn so với thời điểm năm 2015 là 27,5 °C. Nhiệt độ bình quân cao nhất 30,3 °C vào tháng 5. Nhiệt độ bình quân thấp nhất 26,7 °C vào tháng 12.
- Độ ẩm không khí trung bình: Độ ẩm bình quân năm 2020 khá lớn khoảng 80%. Độ ẩm cao nhất vào tháng 6 khoảng 88%. Độ ẩm thấp nhất vào tháng 2 khoảng 71%.
- Nắng: Tổng số giờ nắng năm 2020 là 2.565,1 giờ, thấp hơn so với thời điểm năm 2015 là 2.702 giờ. Tháng có số giờ nắng cao nhất là tháng 3 là 288 giờ. Tháng có số giờ nắng thấp nhất là tháng 10 là 117,4 giờ.
- Gió và hướng gió: Hướng gió thịnh hành trong năm theo 2 hướng chính là: Đông – Đông Bắc và Tây – Tây Nam.
  - Gió mùa Tây Nam xuất hiện trong mùa mưa từ tháng 5 đến tháng 11. Sức gió mạnh nhất vào khoảng 24 m/s.
  - Gió mùa Đông Bắc xảy ra từ tháng 12 đến tháng 4 năm sau, là loại gió tác động nhiều nhất trong mùa khô ở Bến Tre nói chung và thành phố Bến Tre nói riêng, tốc độ gió bình quân từ 1 – 1,8 m/s, mạnh nhất từ 7 – 14 m/s. Gió làm nước triều dâng, đẩy mặn xâm nhập sâu hơn vào nội địa làm cho các sông lớn của thành phố Bến Tre bị nhiễm mặn, gây ảnh hưởng đến cây trồng cũng như nước sinh hoạt.
- Mưa: Tổng lượng mưa năm 2020 là 1.663 mm. Các tháng 2 và tháng 3 không có mưa. Lượng mưa cao nhất trong năm là 368 mm vào tháng 10.
- Lượng bốc hơi: Những tháng trong mùa khô nắng nhiều, độ ẩm không khí thấp nên lượng bốc hơi tăng. Trong đó lượng bốc hơi mạnh nhất vào tháng 2 là 3,8 mm/ngày. Vào mùa mưa, lượng bốc hơi giảm rõ rệt còn 3,0 - 3,2 mm/ngày, tháng bốc hơi thấp nhất là tháng 10 là 2,2 mm/ngày.

### Thủy văn
Thành phố Bến Tre có 2 con sông lớn chảy qua:
- Sông Hàm Luông: có chiều dài khoảng 72 km, đoạn chảy qua địa bàn thành phố Bến Tre có chiều dài khoảng 7,8 km, là con sông lớn nằm trọn vẹn trong địa giới tỉnh Bến Tre, lòng sông rộng và sâu, chịu chi phối mạnh bởi lũ thượng nguồn sông Mê Kông và thủy triều biển Đông. Lưu lượng nước vào mùa mưa là 3.360 m³/s và mùa khô giảm mạnh còn 829 m³/s.
- Sông Bến Tre: có chiều dài khoảng 30 km, đoạn chảy qua thành phố Bến Tre dài khoảng 8,2 km, từ trung tâm Cù lao Bảo (Tân Hào - Giồng Trôm), một nhánh nối với kênh Chẹt Sậy qua sông Ba Lai, một nhánh qua thành phố Bến Tre, đổ ra sông Hàm Luông. Đây là tuyến giao thông thủy quan trọng của tỉnh, nối sông Hàm Luông và sông Tiền.

## Hành chính
Thành phố Bến Tre có 12 đơn vị hành chính cấp xã trực thuộc, bao gồm 6 phường: 6, 7, 8, An Hội, Phú Khương, Phú Tân và 6 xã: Bình Phú, Mỹ Thạnh An, Nhơn Thạnh, Phú Hưng, Phú Nhuận, Sơn Đông.
| Tên        | Diện tích (km²) | Dân số năm 2022 (người) |
| ---------- | --------------- | ----------------------- |
| Phường (6) |                 |                         |
| Phường 6   | 1,57            | 7.828                   |
| Phường 7   | 2,31            | 9.045                   |
| Phường 8   | 2,25            | 8.245                   |
| An Hội     | 1,79            | 25.516                  |
| Phú Khương | 3,41            | 14.837                  |
| Phú Tân    | 4,24            | 10.981                  |

| Tên         | Diện tích (km²) | Dân số năm 2022 (người) |
| ----------- | --------------- | ----------------------- |
| Xã (6)      |                 |                         |
| Bình Phú    | 9,66            | 13.199                  |
| Mỹ Thạnh An | 10,29           | 12.972                  |
| Nhơn Thạnh  | 9,22            | 8.930                   |
| Phú Hưng    | 10,08           | 14,763                  |
| Phú Nhuận   | 5,09            | 6.218                   |
| Sơn Đông    | 10,69           | 14.107                  |

## Lịch sử

### Thời Pháp thuộc
Bến Tre đã có từ thời nhà Nguyễn và trở thành trung tâm hành chính kể từ khi Pháp đặt dinh tham biện (inspection) đầu tiên bên bờ rạch Bến Tre - viên tham biện đầu tiên là De Champeaux.
Năm 1871, sở tham biện Bến Tre là một trong số 7 sở tham biện bị bãi bỏ để sáp nhập với sở tham biện Mỏ Cày (đầu tiên là tham biện Sylvestre). Ngày 2 tháng 9 năm 1871, sở tham biện Mỏ Cày dời lỵ sở về chỗ cũ bên rạch Bến Tre.
Ngày 1 tháng 1 năm 1900, Pháp bỏ sở tham biện để thành lập tỉnh Bến Tre, tỉnh lỵ Bến Tre được nâng cấp từ sở lỵ sở tham biện Mỏ Cày trước đó.

### Giai đoạn 1945–1975
Năm 1948, Ủy ban kháng chiến hành chính Nam Bộ quyết định thành lập thị xã Bến Tre trên cơ sở tách xã An Hội I và An Hội II thuộc quận Châu Thành.
Ngày 22 tháng 10 năm 1956 tỉnh Bến Tre đổi tên thành tỉnh Kiến Hòa, Tổng thống Việt Nam Cộng hòa Ngô Đình Diệm ban hành Sắc lệnh số 143-NV để thay đổi địa giới và tên Đô thành Sài Gòn – Chợ Lớn cùng các tỉnh và tỉnh lỵ tại Việt Nam. Địa giới và địa danh các tỉnh ở miền Nam thay đổi nhiều, một số tỉnh mới được thành lập. Theo Sắc lệnh này, địa phận Nam Phần của Việt Nam Cộng hòa gồm Đô thành Sài Gòn và 22 tỉnh. Lúc này, tỉnh Kiến Hòa được thành lập trên phần đất của tỉnh Bến Tre trước đó; còn tỉnh lỵ lại bị đổi tên là Trúc Giang, về mặt hành chánh thuộc xã An Hội, quận Trúc Giang. Quận Trúc Giang được thành lập do đổi tên từ quận Châu Thành trước đó, gồm có 3 tổng. Sau năm 1965, các tổng giải thể. Ngày 26 tháng 5 năm 1966, sáp nhập xã Sơn Đông tách từ quận Hàm Long và xã Nhơn Thạnh tách từ quận Giồng Trôm vào quận Trúc Giang.
Về phía chính quyền cách mạng, địa bàn quận Trúc Giang tương ứng với thị xã Bến Tre và một phần các huyện Châu Thành, Giồng Trôm.

### Từ năm 1975 đến nay
Sau năm 1975, thị xã Bến Tre bao gồm 5 phường: 1, 2, 3, 4, 5 và 6 xã: An Hòa, Bình Nguyên, Bình Phú, Mỹ Hoá, Mỹ Thạnh An, Phú Khương.
Ngày 14 tháng 3 năm 1984, Hội đồng Bộ trưởng ban hành Quyết định số 41-HĐBT về việc giải thể các xã Bình Nguyên, Mỹ Hoá, An Hoà và thành lập ba phường mới lấy tên phường 6, phường 7, và phường 8.
Ngày 15 tháng 3 năm 1984, Hội đồng Bộ trưởng ban hành Quyết định số 46-HĐBT về việc cắt 2 xã: Nhơn Thạnh, Phú Nhuận của huyện Giồng Trôm và xã Phú Hưng của huyện Châu Thành vào thị xã Bến Tre.
Ngày 11 tháng 4 năm 1985, Hội đồng Bộ trưởng ban hành Quyết định số 114-HĐBT về việc tách xã Sơn Đông của huyện Châu Thành vào thị xã Bến Tre.
Ngày 25 tháng 6 năm 1999, Chính phủ ban hành Nghị định số 41/1999/NĐ-CP về  về việc thành lập phường Phú Khương thuộc thị xã Bến Tre trên cơ sở xã Phú Khương.
Thị xã Bến Tre có 9 phường: 1, 2, 3, 4, 5, 6, 7, 8, Phú Khương và 6 xã: Bình Phú, Mỹ Thạnh An, Nhơn Thạnh, Phú Hưng, Phú Nhuận, Sơn Đông.
Ngày 9 tháng 8 năm 2007, Bộ Xây dựng công nhận thị xã Bến Tre là đô thị loại III.
Ngày 9 tháng 2 năm 2009, Chính phủ ban hành Nghị định số 08/NĐ-CP về việc:
- Thành lập phường Phú Tân trên cơ sở điều chỉnh 295,53 ha diện tích tự nhiên và 4.664 nhân khẩu của phường Phú Khương; 64,6 ha diện tích tự nhiên và 1.825 nhân khẩu của xã Phú Hưng.
- Điều chỉnh 81,69 ha diện tích tự nhiên và 1.289 nhân khẩu của xã Phú Hưng về phường Phú Khương quản lý.

Ngày 11 tháng 8 năm 2009, Chính phủ ban hành Nghị quyết số 34/2009/NQ-CP về việc thành lập thành phố Bến Tre thuộc tỉnh Bến Tre trên cơ sở toàn bộ thị xã Bến Tre.
Thành phố Bến Tre có diện tích tự nhiên 6.742,11 ha và 143.639 nhân khẩu, 16 đơn vị hành chính cấp xã, bao gồm 10 phường: 1, 2, 3, 4, 5, 6, 7, 8, Phú Khương, Phú Tân và 6 xã: Sơn Đông, Bình Phú, Phú Hưng, Mỹ Thạnh An, Nhơn Thạnh, Phú Nhuận.
Ngày 5 tháng 4 năm 2013, Chính phủ ban hành Nghị quyết số 49/NQ-CP về việc điều chỉnh 362,73 ha diện tích tự nhiên và 3.390 nhân khẩu của huyện Châu Thành về thành phố Bến Tre quản lý, bao gồm toàn bộ 311,26 ha diện tích tự nhiên và 2.985 nhân khẩu của xã Mỹ Thành; 51,47 ha diện tích tự nhiên và 405 nhân khẩu của xã Hữu Định (trong đó có 10,71 ha diện tích tự nhiên và 100 nhân khẩu sáp nhập vào xã Sơn Đông; 40,76 ha diện tích tự nhiên và 305 nhân khẩu sáp nhập vào phường Phú Tân, thành phố Bến Tre).
Sau khi điều chỉnh, thành phố Bến Tre có 7.111,51 ha diện tích tự nhiên và 150.530 nhân khẩu; có 10 phường: 1, 2, 3, 4, 5, 6, 7, 8, Phú Khương, Phú Tân và 7 xã: Phú Hưng, Sơn Đông, Bình Phú, Mỹ Thành, Mỹ Thạnh An, Phú Thuận, Nhơn Thạnh.
Ngày 13 tháng 2 năm 2019, Thủ tướng Chính phủ ban hành Quyết định số 174/QĐ-TTg về việc công nhận thành phố Bến Tre là đô thị loại II.
Ngày 1 tháng 2 năm 2020, Ủy ban thường vụ Quốc hội ban hành Nghị quyết số 856/NQ-UBTVQH14 về việc sắp xếp các đơn vị hành chính cấp xã thuộc tỉnh Bến Tre. Theo đó:
- Thành lập phường An Hội trên cơ sở 3 phường: 1, 2, 3.
- Sáp nhập xã Mỹ Thành vào xã Bình Phú.

Thành phố Bến Tre có 8 phường và 6 xã.
Ngày 24 tháng 10 năm 2024, Ủy ban Thường vụ Quốc hội ban hành Nghị quyết số 1237/NQ-UBTVQH15 về việc sắp xếp đơn vị hành chính cấp xã của tỉnh Bến Tre giai đoạn 2023 – 2025 (nghị quyết có hiệu lực từ ngày 1 tháng 12 năm 2024). Theo đó, sáp nhập Phường 4 và Phường 5 vào phường An Hội.
Thành phố Bến Tre có 6 phường và 6 xã như hiện nay.

## Kinh tế - xã hội
Đây là nơi có nền kinh tế phát triển nhất tỉnh, các xí nghiệp may mặc, chế biến thực phẩm tập trung chủ yếu tại phường 8 và phường Phú Khương. Tốc độ phát triển kinh tế (GDP) tăng 16,28% năm 2014.. Thu nhập bình quân đầu người năm 2016 trên 83 triệu đồng.
Hiện nay, thành phố đang triển khai xây dựng khu đô thị Hưng Phú nằm trên địa bàn phường Phú Tân.

### Giáo dục
Các cơ sở giáo dục trên địa bàn thành phố Bến Tre:
| Tên trường                                                  | Địa chỉ                                         | Website                        | Ghi chú |
| ----------------------------------------------------------- | ----------------------------------------------- | ------------------------------ | ------- |
| Phân hiệu Đại học Quốc gia TP. Hồ Chí Minh tại tỉnh Bến Tre | 99A Quốc lộ 60, khu phố 1, phường Phú Tân       | vnuhcm-cbt.edu.vn              |         |
| Trường Cao đẳng Bến Tre                                     | 400/1 Quốc lộ 57C, ấp 1, xã Sơn Đông            | cdbt.edu.vn                    |         |
| Trường Cao đẳng Đồng Khởi                                   | 17A4 Quốc lộ 60, khu phố 1, phường Phú Tân      | dkc.edu.vn                     |         |
| Trường THPT Chuyên Bến Tre                                  | Đường Nguyễn Văn Cánh, phường Phú Tân           | thptchuyenbentre.edu.vn        |         |
| Trường THPT Nguyễn Đình Chiểu                               | 333A4 Đại lộ Đồng Khởi, phường Phú Tân          | thptndc.edu.vn                 |         |
| Trường THPT Võ Trường Toản                                  | 382E Nguyễn Thị Định, ấp Phú Thành, xã Phú Hưng | thptvotruongtoan.bentre.edu.vn |         |
| Trường THPT Lạc Long Quân                                   | 213/D ấp An Thuận A, xã Mỹ Thạnh An             | thptlaclongquan.bentre.edu.vn  |         |
| Trường THPT Hermann Gmeiner                                 | 334A Trương Định, khu phố Bình Khởi, phường 6   | bentre.hgs.edu.vn              |         |

## Dân số
Thành phố Bến Tre có diện tích 70,60 km², dân số năm 2019 là 124.560 người, mật độ dân số đạt 1.764 người/km².
Thành phố Bến Tre có diện tích 70,62 km², dân số thường trú tính đến tháng 6/2021 là 124.907 người, mật độ dân số đạt 1.768 người/km².
Thành phố Bến Tre có diện tích 70,62 km², dân số quy đổi tính đến tháng 6/2022 là 201.667 người, mật độ dân số đạt 2.855 người/km².
Thành phố Bến Tre có diện tích 70,62 km², dân số quy đổi tính đến ngày 31/12/2022 là 144.525 người, mật độ dân số đạt 2.046 người/km².
Thành phố Bến Tre có diện tích 70,62 km², dân số quy đổi tính đến ngày 31/12/2022 là 146.641 người, mật độ dân số đạt 2.076 người/km².
Thành phố Bến Tre có diện tích 70,62 km², dân số quy đổi tính đến tháng 6/2023 là 204.768 người, mật độ dân số đạt 2.899 người/km².
Thành phố Bến Tre có diện tích 70,62 km², dân số thường trú tính đến ngày 31/12/2023 là 125.750 người, mật độ dân số đạt 1.781 người/km². Trong đó, dân số thành thị là 67.240 người (chiếm 53,5%) và dân số ở khu vực nông thôn là 58.510 người (chiếm 46,5%).

## Văn hóa

### Âm nhạc
- Anh về quê em Bến Tre: Trần Công Loa
- Bến tre khúc hát mong chờ: Ngô Tùng Văn
- Bến Tre quê tôi: Trường Thanh Nguyễn
- Dáng đứng Bến Tre: Nguyễn Văn Tý
- Đẹp mãi Bến Tre: Lê Hồng Phúc
- Đừng quên em gái Bến Tre: Vũ Đức Hạnh
- Hát về Bến Tre ngày mới: Hữu Xuân
- Hương tình Bến Tre: Hà Sơn
- Nhớ em Cô gái Bến Tre: Linh Trần
- Phải lòng con gái Bến Tre (Nhạc: Phan Ni Tấn & Thơ: Luân Hoán)
- Thương nhớ Bến Tre (Nhạc: Trịnh Thùy Mỹ & Thơ: Nguyễn Khắc Thiệu)
- Thương quá Bến Tre: Nam Khai
- Tự hào dáng đứng Bến Tre: Quốc Nam
- Sương lạnh xứ dừa: Linh Trần
- Mời em về thăm xứ dừa: Linh Trần.

## Du lịch
Thành phố Bến Tre nổi tiếng với các công trình công cộng như: công viên, bờ hồ,...
Công viên:
- Công viên Đồng Khởi: Phường An Hội
- Công viên Trần Văn Ơn – Hồ Trúc Giang: Phường An Hội
- Công viên An Hội: Phường An Hội
- Công viên Bến Tre: Phường An Hội
- Công viên Mỹ Hóa: Phường 7
- Công viên Hoàng Lam: Phường An Hội
- Công viên Cái Cối: Xã Mỹ Thạnh An.

Trung tâm thương mại, chợ đêm:
- Trung tâm thương mại Sense City: 26A Trần Quốc Tuấn, phường An Hội
- Trung tâm thương mại Go!: Dương Võ Nguyên Giáp, xã Sơn Đông
- Trung tâm thương mại Thành phố Bến Tre: Đường Nguyễn Đình Chiểu, phường An Hội
- Chợ đêm Bến Tre: Đường Hùng Vương, phường An Hội.

## Giao thông
Hiện nay, cơ sở hạ tầng trên địa bàn thành phố đang được tập trung đầu tư xây dựng. Việc nhiều công trình đã được hoàn thành và đưa vào sử dụng đã bước đầu tạo nên diện mạo cho thành phố như: Quốc lộ 60 – tuyến tránh thành phố Bến Tre, Đại lộ Đồng Khởi (đây là 2 tuyến đường rộng và đẹp nhất của thành phố Bến Tre nói riêng và tỉnh Bến Tre nói chung với 4-8 làn xe, có dải phân cách giữa, cây xanh, chiếu sáng, vỉa hè); Đường Hùng Vương, Đường Phạm Ngọc Thảo, Cầu Bến Tre, Cầu Mỹ Hóa, Hồ Trúc Giang, đường Nguyễn Đình Chiểu là con đường sầm uất bậc nhất thành phố. Trước khi hoàn thành cầu Rạch Miễu, đường bộ từ thành phố Bến Tre nói riêng và tỉnh Bến Tre nói chung với các tỉnh xung quanh đều qua phà Rạch Miễu.

### Đường phố
- Âu Cơ
- Ba Mươi Tháng Tư
- Ba Tháng Hai
- Ca Văn Thỉnh
- Đoàn Hoàng Minh
- Đống Đa
- Đồng Khởi
- Đồng Văn Cống
- Hai Bà Trưng
- Hoàng Lam
- Hùng Vương
- Huỳnh Tấn Phát
- Lãnh Binh Thăng
- Lạc Long Quân
- Lê Đại Hành
- Lê Lai
- Lê Lợi
- Lê Quý Đôn
- Lộ số 4
- Lý Thường Kiệt
- Mười Chín Tháng Năm
- Nam Kỳ Khởi Nghĩa
- Ngô Quyền
- Nguyễn Du
- Nguyễn Đình Chiểu
- Nguyễn Huệ
- Nguyễn Ngọc Nhựt
- Nguyễn Thanh Trà
- Nguyễn Thị Định
- Nguyễn Trung Trực
- Nguyễn Văn Cánh
- Nguyễn Văn Khước
- Nguyễn Văn Nguyễn
- Nguyễn Văn Trung
- Nguyễn Văn Tư
- Phạm Ngọc Thảo
- Phan Ngọc Tòng
- Tán Kế
- Thủ Khoa Huân
- Trần Quốc Tuấn
- Trương Định
- Trương Vĩnh Ký
- Võ Nguyên Giáp (Quốc lộ 60)
- Võ Văn Khánh
- Võ Văn Phẩm

### Tên đường của Bến Tre trước 1975
- Đường Võ Tánh và Hùng Vương nay là đường Hùng Vương
- Đường Yersin nay là đường Đoàn Hoàng Minh
- Đường Trương Tấn Bửu nay là đường Cách mạng Tháng Tám
- Đường Châu Văn Tiếp nay là đường Lê Đại Hành
- Đường Gia Long nay là đường 3 tháng 2
- Đại lộ Phan Thanh Giản và Liên tỉnh số 6 nay là đại lộ Đồng Khởi
- Đường Huỳnh Văn Sắc nay là đường Nam Kỳ Khởi Nghĩa
- Đường Lê Văn Duyệt nay là đường 30 tháng 4
- Đường Trưng Nữ Vương nay là đường Hai Bà Trưng
- Đại lộ Trương Vĩnh Ký nay là đường Phan Ngọc Tòng
- Lộ Cầu mới nay là đường Nguyễn Ngọc Nhựt
- Lộ Thầy Cai nay là đường Nguyễn Văn Trung
- Đường Nguyễn Huệ nối dài nay là đường Nguyễn Văn Cánh.